# Témia des Andaman
Dendrocitta bayleii
Espèce
Statut de conservation UICN

 VU  : Vulnérable
La Témia de Bornéo (Dendrocitta bayleii) est une espèce d'oiseaux passereaux de la famille des Corvidae.
Cette espèce est endémique aux forêts pluviales des îles Andaman.